# Hatinská jaskyňa
Hatinská jaskyňa je přírodní památka ve správě příspěvkové organizace Správa slovenských jeskyní.
Nachází se v katastrálním území obce Debraď v okrese Košice-okolí v Košickém kraji. Území bylo vyhlášeno v roce 1994 a novelizováno v roce 2012. Ochranné pásmo nebylo stanoveno.